# Бухарска Народна Совјетска Република
Бухарска Народна Совјетска Република (рус. Бухарская Народная Советская Республика) била је краткотрајна совјетска држава, проглашена након распада Емирата Бухаре. Формирана је у годинама после Октобарске револуције. Године 1924, добила је статус конститутивне совјетске републике, променивши име у Бухарска Совјетска Социјалистичка Република (рус. Бухарская Советская Социалистическая Республика). Наредне године, већи део њене територије припао је Узбечкој ССР, као део програма повлачења националних граница у совјетској средњој Азији.

## Историјат
Године 1868, Руска Империја принудила је Емират Бухару да прихвати статус протектората. Као отпор руском надирању, све више младих Бухараца опредељивали су се за исламски фундаментализам као начин пружања отпора царској власти. Тада је постепено ојачао тзв. покрет Басмачија, с којим ће Совјети водити борбу целу деценију.
Марта 1918. године, Црвена армија је ушла у Бухару, а њени делегати захтевали укидање емирата. Емир је наредио масакр над делегацијом и прогласио џихад бољшевицима. Хиљаде Руса су побијене у нередима који су уследили, а Црвеноармејци су се повукли на сигурно у Самарканд.
По завршетку Руског грађанског рата, бухарански комунисти су се реорганизовали и добили дозволу од Политбироа Руске комунистичке партије бољшевика да преузму власт у емирату. Дана 28. августа 1920, добро припремљене јединице Црвене армије под командом Михаила Фрунзеа напале су Бухару. Три дана касније, емир је побегао у Душанбе, а затим у Авганистан. Град је заузет 2. септембра, а Бухарска Народна Совјетска Република проглашена 8. октобра. Нови устав усвојен је 1921. године. Како би нова власт придобила што већи део становништва, у уставу је било гарантовано право на приватно власништво, а право гласања имали су и не-пролетери. Тих је година избила и антикомунистичка побуна Басмачија. Комунистичка власт је до 1926. године скршила побуну.
Бухара је 17. фебруара 1924. године унапређена у конститутивну совјетску републику. Након преправаљања граница у средњој Азији по националном принципу, већи део Бухарске ССР припао је Узбечкој ССР, а мањи делову Таџичкој и Туркменској ССР.